# Falköping
Falköping (prononcé [ˈfalɕøːpɪŋ] en suédois) est une ville de Suède, chef-lieu de la commune de Falköping dans le comté de Västra Götaland. 16 350 personnes y vivent. La ville est située entre deux collines, Mösseberg, 324 m de haut et Ålleberg, 335 m de haut.

## Jumelages
La kommune de Falköping est jumelée avec :
- Hobro (Danemark) depuis 1949
- Lier (Norvège) depuis 1951
- Kokemäki (Finlande) depuis 1947
- Sigulda (Lettonie) depuis 1991
- Fontanellato (Italie) depuis 2004